# Kościół św. Mikołaja w Tumie
Kościół św. Mikołaja w Tumie – zabytkowy, drewniany rzymskokatolicki kościół filialny mieszczący się we wsi Tum, w województwie łódzkim, w pobliżu archikolegiaty NMP i św. Aleksego. Do rejestru zabytków wpisany został pod numerem 291-V-13 w 1949.

## Historia
Barokową świątynię z drewna modrzewiowego wzniesiono w 1761, jako jednonawową, nieorientowaną, w konstrukcji zrębowej. Powstała w czasie przebudowy sąsiedniej kolegiaty przez architekta Efraima Schroegera. Prezbiterium jest węższe od nawy, zamknięte prostokątnie. Przylega doń z boku zakrystia. Wejście do nawy prowadzi przez kruchtę. Dach kryty jest gontami i na połączeniu nawy z prezbiterium ma sygnaturkę z latarnią, również krytą gontem. 

## Wnętrze
We wnętrzu kościoła strop jest płaski. Na belce tęczowej osadzony jest barokowy krucyfiks, zachowany jest na niej także napis fundacyjny i data budowy. Barokowy ołtarz główny pochodzi z XVII wieku. Oprócz niego w świątyni są dwa ołtarze boczne. Na ścianach wiszą portrety trumienne (XVIII wiek). 

## Otoczenie
Przy kościele stoi parawanowa, murowana dzwonnica. Ogrodzenie jest drewniane i ma murowane słupy. W 1999 po sprowadzeniu z Gniezna do kolegiaty tumskiej relikwii św. Wojciecha, na pamiątkę tego wydarzenia, w otaczającym kościół św. Mikołaja ogrodzie, zasadzono dąb upamiętniający świętego.